# Pavillon des Indiens du Canada
Le pavillon des Indiens du Canada est un ancien pavillon de l'Exposition universelle de 1967 à Montréal, Québec, Canada.
Construit comme une structure temporaire, le pavillon contient des œuvres d'art et de culture autochtones ainsi que des commentaires historiques et politiques sur les problèmes passés et présents auxquels sont confrontés les peuples autochtones du Canada. Les organisateurs ont consulté des dirigeants et des conseillers autochtones pour créer les expositions, qui se révèlent étonnamment provocatrices et controversées tant pour le gouvernement du Canada que pour le public. Les expositions mettent l'accent sur une vision autochtone de l'histoire et sur le rôle que les Canadiens non autochtones et le gouvernement ont joué dans la suppression de la culture et des valeurs autochtones, l'assimilation des enfants autochtones dans les pensionnats autochtones, ainsi que l'histoire du colonialisme et l'impact de la doctrine de la découverte sur la vie des peuples autochtones,,.

## Mât totémique

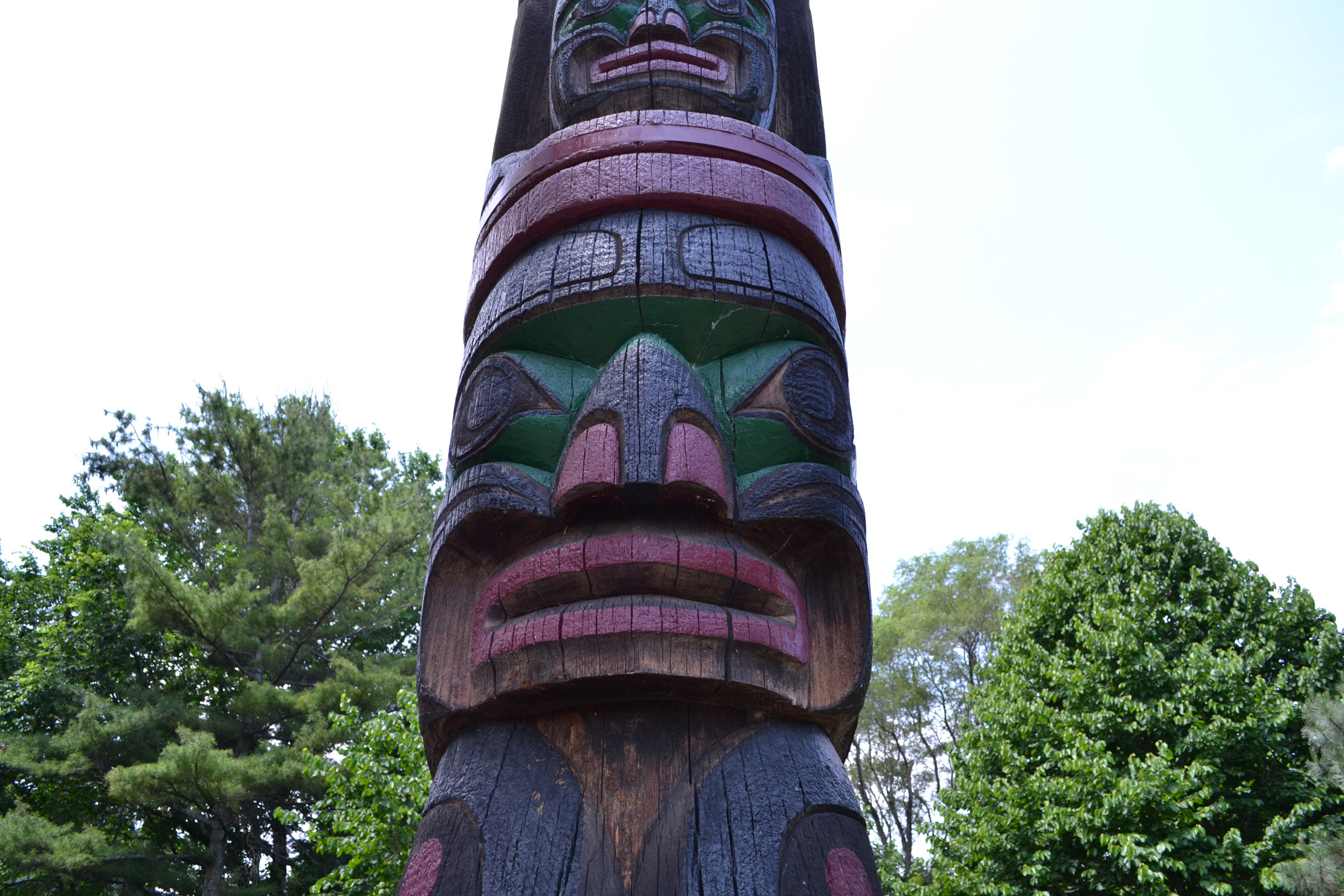
Mât totémique (détail) en 2011

Les artistes kwakwaka’wakw Tony et Henry Hunt (en) sculptent un mât totémique pour l’extérieur du pavillon. Bien que le pavillon est détruit, le mât est toujours sur l’île Notre-Dame de Montréal.